# Тулбень
Тулбе́нь (рос. Тулбень, марій. Тулгем) — присілок у складі Сернурського району Марій Ел, Росія. Входить до складу Марісолинського сільського поселення.

## Населення
Населення — 36 осіб (2010; 35 у 2002).
Національний склад (станом на 2002 рік):
- марі — 100 %